# Вахшир
Вахшир (Вахихшахр, Вахушир) — царь Персиды во второй половине I века до н. э.

Его имя, как отметил иранский исследователь Х. Резахани, может означать «хороший правитель». Вахшир был царём Персиды во второй половине I века до н. э. Авторы Ираники предположительно, а Х. Резахани и редакторы книги «Парфянская и ранняя Сасанидские империи» утвердительно называют его сыном Дария II, то есть братом Артаксеркса II — предшественника Вахшира на престоле Персиды. Имя Вахшира упоминается и в надписи на серебряной чаше.
Сыном Вахшира, по предположению авторов Ираники, был Пакор II, с чем не соглашается Х. Резахани. Непосредственным же преемником стал Пакор I.